# Dusty Hill
Joseph Michael "Dusty" Hill, född 19 maj 1949 i Dallas, Texas, död 28 juli 2021 i Houston, Texas, var en amerikansk musiker, basist och låtskrivare i rockbandet ZZ Top. Han startade bandet 1969 tillsammans med trummisen Frank Beard, som han tidigare spelat med i American Blues, och gitarristen och sångaren Billy Gibbons. Hill valdes in i Rock and Roll Hall of Fame and Museum som medlem av ZZ Top 2004.

## Karriär
Hill, hans bror Rocky Hill, och kommande ZZ Top-trummisen Frank Beard spelade tidigt tillsammans i de lokala banden The Warlocks, The Cellar Dwellers och American Blues. Från 1966 till 1968 spelade American Blues i Fort Worth och Houston. År 1969 blev Hill medlem i ett coverband till det brittiska bandet The Zombies tillsammans med Beard.
År 1968 bestämde sig bandet för att lämna Dallas och flytta till Houston. Vid denna tid ville dock Rocky Hill fokusera mer på "vanlig blues", medan Dusty ville spela mer bluesrock. Rocky lämnade bandet och Dusty och Beard flyttade till Houston, där de började spela med gitarristen och sångaren Billy Gibbons och således bildade ZZ Top. Hill spelade bas och keyboards, och var andresångare.

### Film
Hill medverkade i filmerna Tillbaka till framtiden del III, Mother Goose Rock 'n' Rhyme, WWE Raw och Deadwood, och som sig själv i ett avsnitt av King of the Hill, där Hank Hill sägs vara Dustys kusin. Hill gjorde även framträdanden i The Drew Carey Show som sig själv, då han provspelade för en plats i Drews band, men fick nobben på grund av sitt långa skägg.

## Privatliv
Hill diagnostiserades med Hepatit C 2000, och ZZ Top fick då avbryta sin europaturné. Hill fortsatte arbeta 2002.
Hill valdes in i Rock and Roll Hall of Fame som medlem av ZZ Top 2004.

## Död
Den 28 juli 2021 avled Hill  i sitt hem i Houston, Texas. Hans död tillkännagavs av bandmedlemmarna Billy Gibbons och Frank Beard.